# ゲーメストEX
『ゲーメストEX』は、新声社が1995年8月に創刊したコンシューマーゲーム専門のゲーム雑誌。

## 概要
アーケードゲーム雑誌『ゲーメスト』を基に創刊された雑誌であるが、PlayStationやセガサターン、3DOやPC-FXといった当時のコンシューマー機用ゲームソフトの攻略記事を中心に掲載していた。母体であるゲーメストと同様に、特に注力していたのは2D系の対戦型格闘ゲームだった。ゲームソフトの売り上げを元にページを割くのではなく、編集者やライターが気に入ったタイトルに対してページを割くという編集方針を貫いていた。
編集長はPCゲーム誌『テクノポリス』やアーケードゲーム誌『ゲーメスト』などの編集を手掛けたらびおりぃ大野（大野純司）。しかし後に異動となり、攻略記事のリーダー（攻略番長）だったMW岩井（岩井浩之）が後任となる。
創刊当初は月刊誌だったが、第9号で刊行ペースを毎月2回（15日・30日発売）に変更。第22号（1996年10月27日号）では完売を経験するものの、売り上げが奮わずに1997年春に廃刊。廃刊が決まったタイミングが急だったため、最終号でも普通に次号予告が掲載されていた。
廃刊後、この雑誌に関わった編集者やライターなどのスタッフたちは、コンシューマー機用美少女ゲームの専門誌である『プリティファン』と、発売前のコンシューマー機用ゲームソフトの情報を紹介する『ゲームナビ』の2誌に分散した。後に、当時の編集者やライターの有志たちが「廃刊号を出したい」と集まり、自費出版で『ゲーネストSuper EX』を発行。コミックマーケットの会場で販売した。